# Ocotea sulcata
Ocotea sulcata är en lagerväxtart som beskrevs av Vattimo. Ocotea sulcata ingår i släktet Ocotea och familjen lagerväxter. Inga underarter finns listade i Catalogue of Life.